# Küçükler-Talsperre
Die Küçükler-Talsperre (türkisch Küçükler Barajı) liegt am Fluss Gavural Deresi 20 km nordwestlich der Stadt Banaz in der westtürkischen Provinz Uşak. 
Die am Südwesthang des Murat Dağı gelegene Talsperre wurde in den Jahren 1996–2004 zur Bewässerung einer Fläche von 1475 ha sowie zur Trinkwasserversorgung errichtet.
Der Erdschüttdamm hat eine Höhe von 35,3 m über Talsohle und besitzt ein Volumen von 510.000 m³. 
Der zugehörige Stausee bedeckt bei Normalstau eine Fläche von 1,21 km² und verfügt über einen Speicherraum von 12,79 Mio. m³.